# Xanthopyreniaceae
Xanthopyreniaceae is een familie van korstmosvormende schimmels in de orde Collemopsidiales. De familie werd in 1926 beschreven door lichenoloog Alexander Zahlbruckner.

## Kenmerken
De Collemopsidiales zijn korstvormende of in korstmossen levende soorten met cyanobacteriën als fotobiont. Ze zijn epilitisch (leven op rotsen), endolithisch (leven in rotsen), korstvormend of levend op andere korstmossen (lichenicol). Alle soorten vormen peritheciën als vruchtlichamen (die bij sommige mariene soorten echter apotheciumachtig kunnen zijn), zijn eenkamerig (eenkamerig), met of zonder een variabel involucrellum (verharde, zwartachtige bedekking van het korstmos perithecium). Het excipulum is koolstofhoudend tot doorschijnend, proso- tot pseudoplectenchymatisch. De hyfen zijn vertakt en anastomoserend, de physes zijn netvormig en variëren in dikte, de vruchtlaag kleurt niet met jodium. De buizen zijn bitunikat, fissituncat (dat wil zeggen, de buis strekt zich telescopisch uit), met een oogvormige kamer, ovaal tot bijna cilindrisch, meestal gesteeld. De sporen zijn doorschijnend, zelden bruinachtig als ze rijp zijn, eenvoudig gesepteerd, langwerpig, eivormig tot spoelvormig. Een buitenste geleiachtige laag van de sporen (perispore) is meestal aanwezig. In de secundaire vruchtvorm vormen ze pycnidiën, de conidiumvormende cellen zijn min of meer cilindrisch, de conidiën zijn phialidisch gevormd. Ze zijn zelf staafvormig tot ellipsvormig en hebben geen secundaire substanties.
De Collemopsidiales verschillen van de Strigulales, die ook korstmossen vormen, in hun netachtige physes en fotobionts, en van de Monoblastiales in hun netachtige physes van verschillende diktes, hun excipulumstructuur en in de fotobiont.

## Levenswijze
De bekende soorten Collemopsidiales leven in zeer verschillende habitats. Soorten van de geslachten Didymellopsis en Zwackhiomyces zijn terrestrische korstmossenbewoners (lichenicol), de laatste leven parasitair van de fotobiont van het korstmos, terwijl Didymellopsis soorten op het korstmos leven met cyanobacteriën als fotobionten. Collemopsidium-soorten leven in zee als korstmossen of als korstmossen met cyanobacteriën als fotobionten. De meeste soorten leven op stenen of zeepokken in het kustgebied, één soort (Collemopsidium cephalodiorum) leeft op de cephalodia van korstmossen, een andere (Collemopsidium pelvetiae) op bruin zeewier.

## Geslachten
Dit is een lijst van de geslachten in de Xanthopyreniaceae volgens Index Fungorum:
- Collemopsidium - 18 soorten.
- Didymellopsis - 7 soorten
- Frigidopyrenia - 1 soort
- Pyrenocollema - 7 soorten
- Zwackhiomacromyces - 2 soorten
- Zwackhiomyces - 27 soorten

Volgens een beoordeling uit 2022 en een samenvatting van de classificatie van schimmels door Wijayawardene en collega's behoren ook de volgende geslachten tot deze familie:
- Frigidopyrenia